# André Martel (éditeur)
 (août 2024).
Si vous disposez d'ouvrages ou d'articles de référence ou si vous connaissez des sites web de qualité traitant du thème abordé ici, merci de compléter l'article en donnant les références utiles à sa vérifiabilité et en les liant à la section « Notes et références ».
Ne doit pas être confondu avec André Martel ou André Martel (historien).
Pour les articles homonymes, voir Martel.
André Martel, né à Paris le 27 mars 1917 et mort le 19 avril 2004  à Lyon, est un éditeur-imprimeur français.

## Biographie
André Martel est le fils d’Anne-Marie Bur, lingère à Neuilly, et de Lucien Michel Charles Martel, imprimeur à Givors. 
Prisonnier de guerre en Allemagne pendant la Seconde Guerre mondiale, il commence son activité d'éditeur après la Libération reprenant l'imprimerie paternelle, en publiant un ouvrage sur L'Art de la vente.
Il reprend les activités de son père et publie divers titres dans les domaines techniques ou historiques, des traductions de romans anglo-saxons. Il se lance en 1946 dans la publication d'une collection de l'œuvre intégrale de Balzac, tâche ambitieuse pour un éditeur provincial de sa dimension.
En 1948 il publie Marie des isles de Robert Gaillard qui remporte un considérable succès populaire.
André Martel poursuit par la suite une programmation très éclectique mais bien en prise avec les attentes des lecteurs, comportant des reprises et des nouveautés. Il constitue de grandes collections (classiques français, grands romans américains), des séries romans de tous genres, du policier à l’aventure, de la science-fiction au fantastique en passant par le roman historique ou sociétal (drogue, prostitution) ou des titres économiques et politiques. Il édite également des ouvrages pour enfants, des livres d'art, des guides de vacances, et même un livre sur la Légion étrangère accompagné d'un disque 45 tours.
Le cinéma occupe une place particulière dans son catalogue L'Histoire du cinéma par Maurice Bardèche et Robert Brasillach (1948), les meilleurs westerns de Paul I. Wellman (en), des romans du comédien Jean-Jacques Delbo ou d'Erich von Stroheim. Il dispose d'une collection dédiée Histoire de l'écran et d'autres titres hors collection. 
L’humour aura droit à sa collection, avec notamment les humoristes Pierre Dac et Francis Blanche (romans adaptés de la série radiophonique Malheur aux barbus).
Certains de ses choix font scandale par exemple L’Adorable Métisse (1953) et sa suite Sainte-Marie de la Forêt (1954) d'Albert Paraz, grand défenseur de Céline.
Il abandonne ultérieurement les ouvrages isolés, et ne publie plus que de petites collections de romans policiers et d’espionnage, ainsi que des petites revues consacrée à l'automobile et à la moto ainsi que des recueils de blagues.
Il fut l'imprimeur de nombreux petits éditeurs notamment de Roger Dermée, personnage controversé du monde de l'édition de l'immédiat après-guerre.
En juin 1971, l’imprimerie est la victime d'un important incendie et l'entreprise ne se relève pas de ce sinistre qui lui fait perdre une partie de sa clientèle, par exemple les revues de BD d'origine américaine Strange et Marvel des éditions lyonnaises Lug, dont l'impression est transférée alors en Italie.
Il met fin à son activité d'éditeur en 1975.
Il a été marié deux fois (en 1946 à Micheline Jouffroy et en 1950 à Huguette Vugier).